# Municipio Rivas Dávila
Rivas Dávila es uno de los veintitrés municipios del Estado Mérida, Venezuela. Tiene una superficie de 187 km² y posee una población de 25 254 habitantes para el año 2022 según el INE. Su capital es la población de Bailadores. El municipio está conformado únicamente por dos parroquias, Bailadores y Gerónimo Maldonado.

## Historia
Los orígenes del escudo del municipio se remontan a la era preindependentista cuando se encontraba bajo los límites del antiguo cantón de La Grita hoy bajo jurisdicción del Estado Táchira, en 1811 se decide crear el Cantón de Bailadores separándolo del Cantón de La Grita es decir, que este escudo se originó para que fuese un símbolo de respeto y de unidad con los pueblos vecinos. Desde entonces ocurrirían una serie de cambios en las leyes político territoriales que llevarían a la pérdida del territorio que hoy ocupan los municipios Antonio Pinto Salinas, Tovar y Zea, se denominaría como Departamento hasta que en 1904 se designa como Distrito Rivas Dávila.
En 1984 pierde la mayor parte de su territorio (546 km²) cuando se crea el Municipio Autónomo Guaraque, luego Municipio Guaraque. En 1992 el municipio autónomo Rivas Dávila se transforma en Municipio Rivas Dávila.
La bandera fue creada por Jesús Francisco Zambrano Noguera y Milton Alexander Ramírez.
Para el 14 de diciembre de 2017, el alcalde electo Nilson Peña se juramentó ante la Asamblea Nacional Constituyente.
El 21 de noviembre de 2021, Carla Pérez se convierte en la primera mujer alcaldesa en la historia de este municipio, al ganar las elecciones municipales con el 46,72% de los votos.

## Geografía
El municipio Rivas Dávila, situado en el extremo occidental del Estado Mérida, presenta una geografía montañosa dominada por el valle del río Mocotíes (Zarzales), el cual nace en la Sierra de Tovar, parte de la cordillera andina venezolana.
El relieve da lugar a tres zonas bien diferenciadas, cuyas características climáticas varían conforme el río desciende:
- En la zona alta, las temperaturas oscilan entre 5 °C y 10 °C, predominando un clima de páramo andino.
- En la zona media, donde se ubica la población de Bailadores, las temperaturas fluctúan entre 10 °C y 18 °C, con un ambiente fresco y húmedo.
- Finalmente, en la zona baja, correspondiente a la Villa de La Playa, en la parroquia Gerónimo Maldonado, la temperatura promedio alcanza los 21 °C, con condiciones propicias para cultivos tropicales y subtropicales.

Cabe destacar que aproximadamente el 60 % del territorio municipal se encuentra protegido dentro del Parque Nacional Páramos del Batallón y La Negra, lo que resalta su alto valor ecológico y la necesidad de conservación de sus ecosistemas de altura.

## Economía
La agricultura es la principal actividad económica del área, tiene un total de 67,4 km² para el desarrollo de cultivos, pese a ser un área para producción agrícola pequeña es uno de los principales productores del Estado Mérida, produce más de 40 rubros entre los que destacan granos, frutas, papas, hortalizas, fresas, zanahoria, remolacha, repollo, frijol, ajo, entre otros. Además es el mayor productor regional de rosas. La ganadería se ha especializado casi exclusivamente en la producción de leche.

## Parroquias
1. Parroquia Gerónimo Maldonado
2. Parroquia Bailadores

### Límites
Por el Sur el municipio Guaraque, por la Divisoria de aguas entre los ríos “Mocotíes” y “Guaraque” el “Páramo las Tapias” y el “Páramo la Negra” hasta su mayor altitud. Desde este punto sigue los linderos generales del Estado Mérida con el Estado Táchira;
Por el oeste el Estado Táchira en sus límites generales con el Estado Mérida desde el “Páramo del Batallón” por el “Páramo Rosario” y el “Páramo La Negra” hasta el alto de este último donde comienza el límite Norte.
Norte: Municipio Tovar (Mérida) Sur: Municipio Jáuregui - Táchira Este: Municipio Guaraque Oeste: Municipio Jáuregui - Táchira.

### Localidades
- Bailadores (La Villa)
  - Aldea Bodoque
  - Aldea Otra Banda
  - Aldea Las Playitas
  - Aldea Mariño
  - Aldea Las Tapias
  - Aldea Mesa de Adrián
  - Aldea San Pablo

- La Playa

## Clima
Las zonas de mayor altura son Mariño y Verihuaca, allí el clima varia entre 5 y 10 °C, en Bailadores y sus alrededores la temperatura varía entre los 10 y 18 °C , más bajo como en la Playa la temperatura promedio es de 18 a 24 °C

## Política y gobierno

### Alcaldes
| Período     | Alcalde                | Partido político / Alianza | % de votos | Notas |
| ----------- | ---------------------- | -------------------------- | ---------- | --- |
| 1989 - 1992 | Nelson Hernández Rojas |                            | 39,40      | Primer alcalde bajo elecciones directas |
| 1992 - 1995 | Nelson Hernández Rojas |                            | 43,07      | Reelecto |
| 1995 - 2000 | Julio Rosales          |                            | -          | Segundo alcalde bajo elecciones directas (se realizaron elecciones generales adelantadas en el 2000 debido a la aprobación de la Constitución de 1999) |
| 2000 - 2004 | Carlos Pérez Medina    |                            | 56,10      | Tercer alcalde bajo elecciones directas |
| 2004 - 2008 | Carlos Pérez Medina    |                            | 90,99      | Reelecto |
| 2008 - 2013 | Milton Ramírez         |                            | 60,91      | Cuarto alcalde bajo elecciones directas (se postergan un año las elecciones municipales pautadas para finales del 2012)                                |
| 2013 - 2017 | Julio Rosales          |                            | 51,09      | Quinto alcalde bajo elecciones directas |
| 2017 - 2021 | Nilson Peña            | PMI                        | 48,61      | Sexto alcalde bajo elecciones directas |
| 2021 - 2025 | Carla Pérez            |                            | 46,72      | Séptima alcaldesa bajo elecciones directas. Primera mujer en asumir el cargo                                                                           |

### Concejo municipal
Período 1989 - 1992
| Concejales:           | Partido político / Alianza |
| --------------------- | -------------------------- |
| Luis Oswaldo Carrero  | COPEI                      |
| Jesús Elvidio Rosales | COPEI                      |
| Julio Rosales         | AD                         |
| Ninfa Becerra         | AD                         |
| Luis Marín Hernández  | MPO                        |

Período 1992 - 1995
| Concejales:         | Partido político / Alianza |
| ------------------- | -------------------------- |
| Rita Veedi          | COPEI                      |
| Francisco Gutiérrez | COPEI                      |
| María Ramírez       | MPO                        |
| Alejandro Castillo  | MPO                        |
| Carmen Rujano       | AD                         |

Período 1995 - 2000
| Concejales:            | Partido político / Alianza |
| ---------------------- | -------------------------- |
| José Vicencio Medina   | AD                         |
| Pedro Antonio Guerrero | AD                         |
| Luis Alfonso Rosales   | AD                         |
| Pedro Orlando Romero   | MIPO                       |
| Aníbal Rosales         | MIPO                       |
| Gustavo Benavides      | MIPO                       |
| Juan Arjona            | COPEI                      |

Período 2000 - 2005
| Concejales:          | Partido político / Alianza |
| -------------------- | -------------------------- |
| Aníbal Rosales       | MVR                        |
| Ana Dorila Ceballos  | MVR                        |
| Pedro Orlando Romero | MVR                        |
| Dimas Carrero        | MVR                        |
| Javier Vivas         | MVR                        |
| Luis Lubin Castillo  | MVR                        |
| Luis Alfonso Rosales | AD                         |

Período 2005 - 2013
| Concejales:         | Partido político / Alianza |
| ------------------- | -------------------------- |
| Ana Dorila Ceballos | MVR                        |
| Nelson Arellano     | MVR                        |
| David Moret         | MVR                        |
| Zorelis Aranda      | MVR                        |
| Luis Lubin Castillo | MVR                        |
| Aníbal Rosales      | MVR                        |
| Miguel García       | PODEMOS                    |

Período 2013 - 2018:
| Concejales        | Partido político / Alianza |
| ----------------- | -------------------------- |
| Alveniz Morales   | IP/MUD                     |
| Ambrocio Argeses  | VP/MUD                     |
| Antonio Contreras | UNT/MUD                    |
| Genadío Pereira   | COPEI/MUD                  |
| Jesús Zambrano    | AD/MUD                     |
| Zorly Ramírez     | PJ/MUD                     |
| Milton Ramírez    | PSUV                       |

Periodo 2018 - 2021
| Concejales         | Partido político / Alianza |
| ------------------ | -------------------------- |
| Brenda Rodríguez   | PSUV                       |
| José Luis Melean   | PSUV                       |
| Olga Rosales       | PSUV                       |
| Eligio Carrero     | PSUV                       |
| Yusneidy Rodríguez | PSUV                       |
| Carla Pérez        | PSUV                       |
| Francisco Quintero | PSUV                       |

Periodo 2021 - 2025
| Concejales         | Partido político / Alianza |
| ------------------ | -------------------------- |
| Lucinda Ramírez    | PSUV                       |
| Isidro Rosales     | PSUV                       |
| Carmelo Montoya    | PSUV                       |
| Edilma Mora        | PSUV                       |
| Yoel Rosales       | PSUV                       |
| Yoskervy Escalante | MUD                        |
| Raquel Rosales     | MUD                        |